# Black and White Town
Black and White Town är en musiksingel från Doves tredje musikalbum, Some Cities. Singeln släpptes den 7 februari 2005, två veckor innan själva albumet kom ut och är inspelad år 2004.

## Låtlista
1. "Black and White Town"
2. "At the Tower"

### Maxisingel
1. "Black and White Town"
2. "45"
3. "Eleven Miles Out"
4. "Black and White Town" (video)